# Mendoncia bahiensis
Mendoncia bahiensis är en akantusväxtart som beskrevs av S.R. Profice. Mendoncia bahiensis ingår i släktet Mendoncia och familjen akantusväxter. Inga underarter finns listade i Catalogue of Life.